# Rhodobryum laxelimbatum
Rhodobryum laxelimbatum là một loài Rêu trong họ Bryaceae. Loài này được (Hampe ex Ochi) Z. Iwats. & T.J. Kop. miêu tả khoa học đầu tiên năm 1972.